# Microperittia
Microperittia é um gênero de traça pertencente à família Agonoxenidae.